# Yober Ortega
Yober Ortega (* 21. August 1965 in Tucupido) ist ein ehemaliger venezolanischer Boxer im Superbantamgewicht.

## Profi
Am 15. September 1990 gab er erfolgreich sein Profidebüt. Am 17. November 2001 wurde er Weltmeister der WBA, als er José Rojas durch klassischen K. o. in Runde 4 bezwang. Diesen Gürtel verteidigte er im Jahr darauf an Yoddamrong Sithyodthong nach Punkten.
Im Jahre 2006 beendete er nach 44 Kämpfen bei 35 Siegen (davon 24 durch K. o.) seine Karriere.